# Johann Balthasar Müller
Johann Balthasar Müller, o Molitor (Rapperswil, ... – ...; fl. XVII secolo), è stato un organaro svizzero attivo anche in Italia nella prima metà del sec. XVII.

## Biografia
Il progressivo estendersi delle ricerche condotte nell'estremo lembo sud-occidentale del Piemonte ha consentito di riportare alla luce vari documenti seicenteschi aventi per protagonista questo organaro di lingua germanica, la cui figura si rivela tanto più interessante in quanto fino ad oggi assai poco conosciuta.
Alla luce delle più recenti ricerche, egli si è rivelato originario della Svizzera, e più precisamente di Rapperswil, nel Canton San Gallo. Dall'insieme dei dati pervenutici, è verosimile supporre che il nostro organaro, emigrato dal Paese nativo e stabilitosi poi nel territorio italiano, avesse in qualche modo scelto - con un procedimento di “latinizzazione” delle generalità ai tempi piuttosto praticato - di trasformare in Molitor la forma originaria del proprio cognome Müller (cognome alquanto diffuso nell'area germanica, e comune del resto ad alcuni rappresentanti dell'arte organaria europea).
Sarebbe particolarmente interessante poter conoscere le circostanze che guidarono i suoi passi verso il Piemonte sud-occidentale; è comunque assai probabile che tale sua decisione fosse motivata dalla situazione storica, politica e religiosa della sua terra di origine a quei tempi, e/o da considerazioni di carattere più strettamente economico e di mercato. Non è azzardato supporre, ad esempio, che fossero state proprio le note vicende conseguenti alla riforma predicata anni prima nel territorio svizzero da Huldrych Zwingli (favorevole tra l'altro alla distruzione dei simulacri religiosi e anche degli organi) a spingere il Müller - già probabilmente noto e stimato nel suo Paese - a emigrare verso le regioni cattoliche del Sud e a valicare le Alpi per scendere nella nostra Penisola. 
Prima di intraprendere il suo viaggio verso il territorio piemontese (dal quale non si sa se fece mai ritorno in patria) Johann Balthasar Müller esercitò comunque la professione organaria nella regione elvetica. Nel 1663, infatti, si registra la sua presenza ad Altdorf nella chiesa parrocchiale di St. Martin, la stessa in cui già risulta essere stato impegnato, anni prima, un altro organaro elvetico, Caspar Langenstein. Nella città di Altdorf l'organaro sottoscrisse in data 16 febbraio, alla presenza dell'organista Johann Walter Scolar e dell'amministratore della chiesa Balthasar Lusser, il contratto per un completo rifacimento dell'organo preesistente.
I suoi lavori fino a oggi documentati nell'area alpina sud-occidentale del Piemonte sono ripartiti lungo un arco temporale alquanto ristretto, che si colloca tra il 1666 e il 1675. 
a) Ivrea, Cattedrale S. Maria Assunta (1666) - Allo stato attuale delle ricerche, viene data per assodata l'identificazione del nostro organaro, trasferitosi in Piemonte, con un certo «Baldissar Allemano» segnalato nelle fonti d'archivio quale autore di interventi sull'organo del Duomo di Ivrea (TO) già nel 1666. In tale circostanza, al Müller venne riconosciuto il pagamento di L. 67.10 «per l'accomodamento dell'Organo».
b) Cuneo, S. Francesco (1671) - Nell'allora massimo tempio cittadino, affidato alla cura di una comunità di frati Minori Conventuali, era stato installato nel 1669 un nuovo strumento, opera dell'organaro francese Antoine Julien di Vence. L'opera tuttavia non era risultata del tutto soddisfacente, tanto che già nell'ottobre del 1670 - prima del collaudo ufficiale - si cominciava a parlare di «mancamenti e difetti dell'organo». I lavori per una definitiva sistemazione dello strumento vennero assegnati al Müller con un accordo perfezionato in due momenti successivi: a una prima pattuizione, datata 19 febbraio 1671, fece seguito infatti il successivo 2 luglio una seconda, relativa al necessario rifacimento di parte del materiale fonico, nell'ottica di garantire una maggiore affidabilità e resistenza del materiale medesimo.
c) Tenda (Francia), Chiesa Collegiata (1673) - Nel 1673 troviamo al lavoro l'organaro a Tenda, nell'attuale territorio francese: i documenti d'archivio rimastici testimoniano infatti le vicende del «sieur Baldazar» alle prese con la costruzione di un nuovo organo per la Chiesa Collegiata di quella città. In tali documenti l'artefice appare di volta in volta designato in vari modi: come ad esempio coi nomi «Giovanni Baldazar», «Monsu Baltassar», o con la curiosa storpiatura dialettale del cognome in «Gossio».
d) Busca, SS. Annunziata (1675) - Secondo le testimonianze pervenuteci attraverso le fonti d'archivio, nell'anno 1674 il Müller aveva ricevuto l'incarico dai Confratelli della SS. Annunziata di Busca (CN), con due distinti e successivi accordi, di costruire un organo di sette registri (cinque registri di ripieno, più «flauti» e «voce humana»). Null'altro purtroppo è dato di sapere circa la configurazione dello strumento, non essendoci giunto il testo del contratto di affidamento dei lavori. Nel corso dei lavori medesimi non erano comunque mancate controversie tra l'artefice e la committenza, la quale si era vista costretta a disporre una perizia sullo strumento, in quanto ancora nel 1675 l'organo si trovava «mancante nel registro de flauti di nove canne». I Confratelli avevano in ogni caso onorato puntualmente i loro impegni finanziari nei confronti dell'organaro, che nel corso della sua permanenza a Busca era stato altresì gratificato di ulteriori benefici in natura (tra cui si annoverano «duoi brente di vino» e, nel gennaio del 1675, l'acquisto di «un vestito»). 